# Paul-Stefan Mauz
Paul-Stefan Mauz (* 28. Februar 1960 in Stuttgart) ist ein deutscher Arzt und Politiker der CDU.

## Leben und Beruf
Nach dem Abitur 1978 in Albstadt studierte Paul-Stefan Mauz bis 1986 Medizin in Tübingen und promovierte 1988. Seit 1987 ist er Arzt an der Hals-Nasen-Ohren-Klinik Tübingen. Er wurde 1994 Oberarzt und 2006 Leitender Oberarzt.

## Politik
Von 1981 bis 1985 war Mauz Vorsitzender des Kreisverbands der Jungen Union Zollernalb und anschließend bis 1991 Bezirksvorsitzender Württemberg-Hohenzollern sowie Mitglied des Landesvorstands der Jungen Union. Von 1984 bis 1994 war er in den Gemeinderat von Burladingen gewählt. 1987 kandidierte er erfolglos für den Deutschen Bundestag. 1988 wurde er Abgeordneter des Landtages von Baden-Württemberg, dem er bis 2001 angehörte. Er vertrat den Wahlkreis 61 (Hechingen-Münsingen) und war sektenpolitischer Sprecher der CDU-Landtagsfraktion. Von 1989 bis 1994 gehörte er dem Kreistag des Zollernalbkreises an.
Die erstmalige Nominierung von Mauz nach einer Kampfkandidatur gegen den amtierenden CDU-Wahlkreisabgeordneten Theo Götz sorgte für Aufsehen, weil erst kurz zuvor 120 Beschäftigte des Unternehmens Trigema aus Burladingen mit dem erklärten Ziel in die CDU eingetreten waren, Mauz zu einer Landtagskandidatur zu verhelfen.